# Macarena Gil Navarro
Macarena del Rocío Gil Navarro (Sevilla, 9 de mayo de 1978) es  una marino mercante y primera mujer práctica de puertos de España en 2015.

## Biografía
Nació en Sevilla y vivió allí hasta los 11 años. Los 12 los cumplió en Niebla, un municipio de Huelva y los 15 en San Bartolomé de la Torre, donde creció. Su familia se ganaba la vida trabajando la tierra.No pisó la playa hasta los doce años. La primera vez que vio el mar sintió miedo.Es diplomada en Navegación Marítima, licenciada en Náutica y Transporte Marítimo por la Universidad de Cádiz. Superó la prueba de idoneidad para el título de Piloto de Segunda Clase en la Escuela de Ingeniería Marítima, Náutica y Radioelectrónica EIMAR. 

### Trayectoria profesional
Desde 2015 es Capitán de la Marina Mercante, siendo la primera mujer práctico de España en el Puerto de Algeciras 2015,uno de los puertos más importantes de España y Europa en movimiento de los mayores buques portacontenedores del mundo.Cuando aprobó la oposición, estaba al mando del catamarán “Avemar Dos”. Nunca había tenido un contrato fijo. El de la Corporación fue el primero en los 15 de carrera profesional que llevaba.
 "Si como capitana, te coges una baja maternal, pierdes tus exenciones de practicaje, ya que si pasas más de ocho meses fuera del puerto, las pierdes. Y eso es con la Ley en la mano. A lo mejor la empresa no te despide, pero no te vuelve a contratar como capitana".
Fue la primera mujer capitana en la flota de Balearia, tras haber ejercido anteriormente cargo de primer oficial. Su nombramiento como capitana le pareció normal, había hecho méritos sobrados como segunda oficial y como primera oficial para que la naviera confiara en sus aptitudes y en sus conocimientos. Su primer mando de un buque, fue en pequeño ferry dedicado al tráfico de pasajeros y vehículos en el estrecho de Gibraltar.
Ha ejercido la docencia en el ISM de Isla Cristina (Huelva).

## Premios y reconocimientos
- 2016. Premio Diputación de Cadiz, en 8M.[9][10]

- 2017. Macarena Gil. Premios Meridiana, en iniciativas que promuevan el desarrollo de valores para la igualdad.[11][12][9]
- 2023. Premio Ayuntamiento Algeciras el 8M.[13]